# Duff-Reaktion
Die Duff-Reaktion ist eine Namensreaktion der Organischen Chemie und benannt nach James Cooper Duff. Die Reaktion wird zur Einführung einer Formylgruppe (–CHO) in aromatische Kohlenwasserstoffe genutzt. Hexamethylentetramin dient bei dieser Reaktion als Quelle der einzuführenden Carbonyl-Gruppe. Begünstigt wird die Reaktion durch aktivierte Aromaten wie Phenol oder N,N-Dialkylaniline.

## Beispiele
Die Formylierung findet bevorzugt in ortho-Stellung zum Elektronendonator-Substituenten statt. Ist die ortho-Position besetzt, geschieht die Formylierung in para-Position.
Ein Beispiel ist die Synthese von 3,5-Di-tert-butylsalicylaldehyd:
Und die Synthese von Syringaldehyd: